# Эйзенштадт, Альфред
Альфред Эйзенштадт (6 декабря 1898 — 24 августа 1995) — немецкий и американский фотограф и журналист. Более всего известен как автор фотографии «День Победы над Японией на Таймс-сквер».

## Биография
Родился в Тчеве в еврейской семье, в 1906 году переехал вместе с семьёй в Берлин. Фотографией увлекался с детства, в 14 лет получил свою первую камеру. В конце Первой мировой войны был призван на службу в артиллерию, в 1918 году получил ранение. В 1920-х годах работал продавцом галантереи, с 1928 года подрабатывал фотографом, в 1929 году начал профессионально заниматься фотографией. Первым заданием для Альфреда в качестве фотографа, стал фотоотчет с церемонии награждения Нобелевской премией Томаса Манна в 1929 году. Одной из самых известных его фотографий довоенного периода стала фотография Йозефа Геббельса на конференции Лиги наций в Женеве в 1933 году. В 1935 году эмигрировал из Германии в США, где жил в Нью-Йорке до конца жизни. После эмиграции в Соединенные Штаты он начал работать для журналов Harper’s Bazaar, Vogue, а также для журнала Town and Country. С 1936 по 1972 год работал фотографом в журнале Life; его фотографии появлялись на обложках журнала 90 раз, а также выполнил для издания более 2500 заданий. Именно снимки людей помогли Альфреду вписать свое имя в историю фотографии.

## Награды и память
- Медаль прогресса (Фотографическое общество Америки) (1987)
- Национальная медаль США в области искусств (1989) от президента Джорджа Буша-старшего[10].

Его именем названа введённая в 1999 году Высшей школой журналистики Колумбийского университета премия за лучшую фотографию.